# 史蒂夫·史蒂文斯

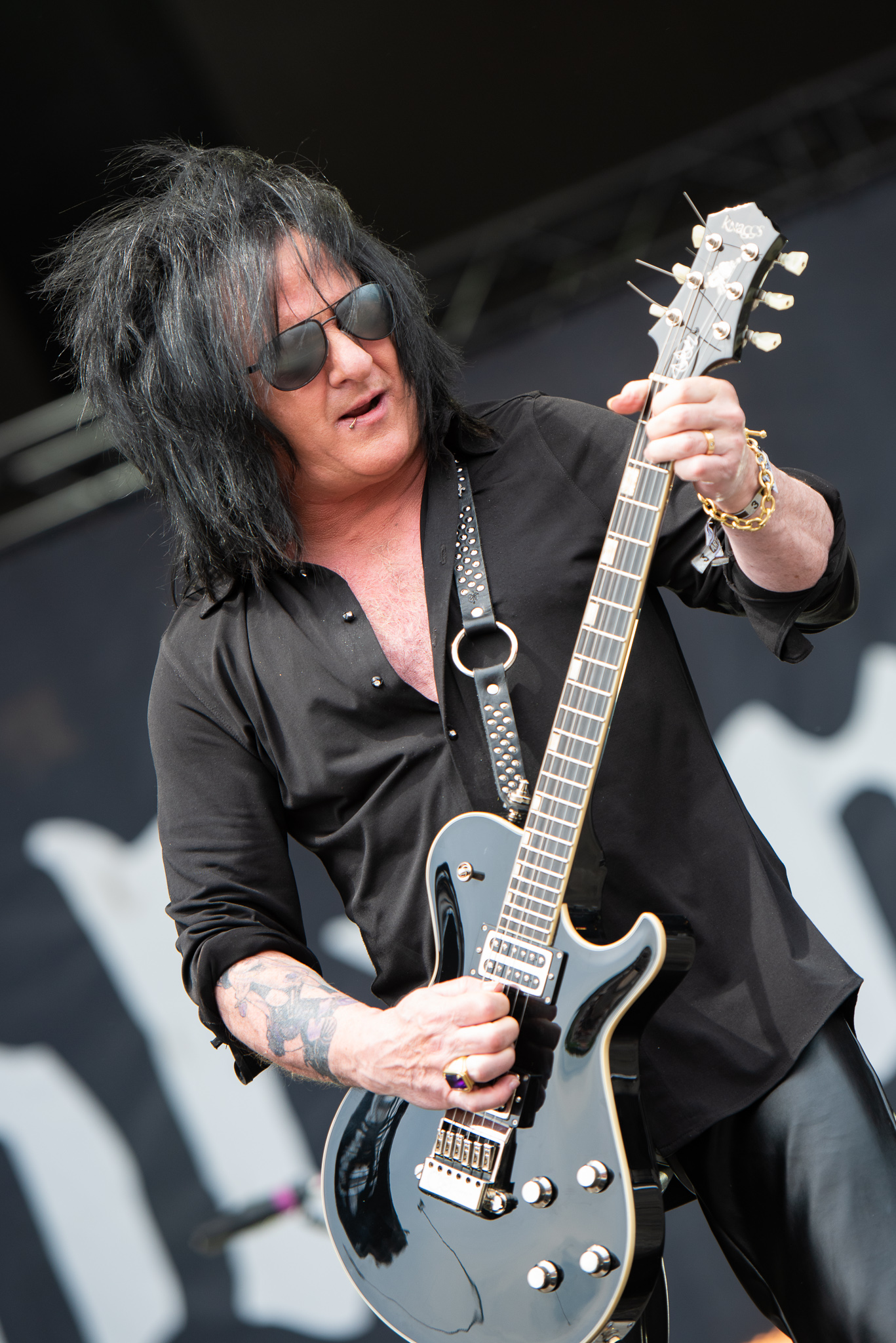

史蒂夫·史蒂文斯（英语：Steve Stevens，本名：史蒂夫·施奈德，英语：Steve Schneider，1959年5月5日— ），生于美国纽约市布鲁克林区。是一名吉他手和作曲者。因其与其他音乐人合作而闻名（著名的艺人包括比利·爱多尔，迈克尔·杰克逊和文斯·尼尔）。除此之外，他还有一些受到评论界赞扬的个人作品（例如专辑Atomic Playboys和Flamenco A Go-Go），以及合作作品（在Bozzio Levin Stevens乐队参与的专辑Black Light Syndrome）。同时他也是一名客串吉他手。

## 跟冰室京介的相遇
史蒂文斯跟比他小一岁的日本歌手冰室京介一起多次合作写，演和录歌曲。